# Пено (језеро)
Пено (рус. Пено) језеро је моренског порекла на северозападу европског дела Руске Федерације, односно на северозападу Тверске области. Налази се на територији Пеновског рејона на подручју Валдајског побрђа. Четврто је по величини језеро у систему Горњоволшких језера и треће веће језеро кроз које протиче река Волга. Са осталим Горњоволшким језерима спојено је након градње вештачког Верхњеволшког језера на Волги. Узводно се наставља на језеро Вселуг, док је низводно река Волга, односно језеро Волго.
Име језера изведеница је од речи пень (у преводу пањ) што асоцира на његово дно које је прекривено остацима потопљених стабала.
Језеро је издужено у смеру север-југ, а у његовом централном делу налазе се два већа залива (један насупрот другог). Укупна површина језерске акваторије је 16,7 км², док је дужина обале укупно 38,7 километара. Са максималном дубином од 17,4 метра најдубље је међу Горњоволшким језерима (просечна дубина је 3,1 метар). Његова површина лежи на надморској висини од 205 метара.
На југоисточној обали језера на уској превлаци која раздваја језеро Пено од језера Волго налази се варошица Пено.